# Boitiner Steintanz
Der Boitiner Steintanz ist eine prähistorische Kult- und Begräbnisstätte zwischen dem Tarnower Ortsteil Boitin und Dreetz bei Bützow in Mecklenburg-Vorpommern. Heute führt ein ausgeschilderter Weg zu dem 1765 erstmals erwähnten Denkmal.
Die im Volksmund Steintanz genannte Anlage besteht aus drei benachbarten Steinkreisen und dem etwa 150 m abseits gelegenen 4. Steinkreis, mit insgesamt 30 bis zu etwa 1,6 m hohen Menhiren, die auf Lichtungen im Wald stehen. Der Hauptstein des großen Kreises, die so genannte „Brautlade“, hat 13 (11 davon sichtbar) quadratische Löcher an der Innenseite, die neuzeitlichen Ursprungs sind. Die Kreise haben Durchmesser von 8,0 m, 11,5 m, 13,2 m und 13,6 m. Ein fünfter Kreis mit einem Durchmesser von 6 m und 10 Steinen soll früher vorhanden gewesen sein. Über das Alter der Anlage lassen sich nur Schätzungen anstellen, Funde aus der Eisenzeit können auf nachträgliche Bestattungen hinweisen.

## Sage
Eine Sage rankt sich um die Entstehung der Steinkreise. Im Dorf Dreetz fand vor langer Zeit eine prächtige Bauernhochzeit statt. Alle Anwesenden waren vergnügt und lustig und die Feier war in vollem Gange. Einige Bauern kamen in ihrem Übermut auf den Gedanken, mit Lebensmitteln wie Broten, Kuchen und Würsten zu kegeln. Ein Geist in der Gestalt eines alten Mannes, der beim Fest plötzlich auftauchte, forderte sie auf, diesen Frevel zu beenden. Die Bauern verspotteten den alten Mann und hörten nicht auf ihn. Als Bestrafung wurden daraufhin alle Teilnehmer des Festes in Steine verwandelt (Großer Steintanz). Auch der Brautschatz (Brautlade) blieb nicht von der Verwandlung verschont.
Ein Schäfer und sein Hund hüteten in der Nähe eine Herde Schafe. Er hatte dem Geschehen zugeschaut, sich aber nicht am Kegeln beteiligt. Der alte Mann forderte ihn auf, sofort mit seinen Schafen zu entfliehen und dabei nicht zurück zu sehen. Der Schäfer befolgte den Rat. Als er schon etwas vom Festplatz entfernt war, wurde er doch zu neugierig. Damit er das Verbot nicht brechen musste, dreht er sich nicht um, sondern bückte sich und sah zwischen seine Beine hindurch. In diesem Augenblick wurden er, sein Hund und die Herde auch zu Steinen (Kleiner Steintanz).
In der Johannisnacht (24. Juni) soll aus dem 13. Loch der Brautlade ein roter Faden heraushängen. Ein Jüngling, der mutig genug ist, den Faden herauszuziehen, kann damit alle erlösen und den Schatz der Brautlade behalten.

## Steinkalender

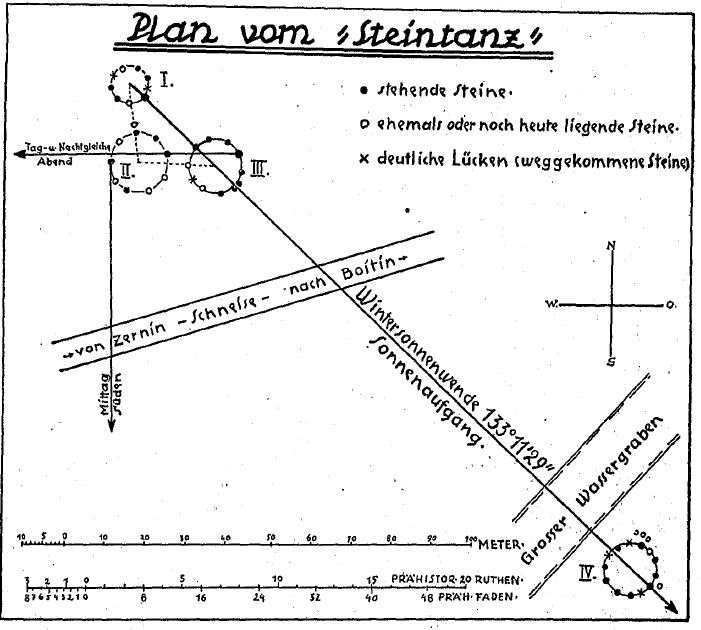
Plan vom Steintanz

Die Kreise I, II und III bilden zusammen den „Großen Steintanz“. 140 Meter südöstlich davon liegt Kreis IV, der „Kleine Steintanz“. Der eine Stein des Kreises III ist in der Mitte gespalten, beide Hälften stehen nahe zusammen und doch weit genug, um vom Mittelpunkt des Kreises I (vermutlich war in Kreis I auch ein Beobachtungsstandpunkt wie in Kreis II und III) über die Mitte von Kreis III hinwegzusehen zur Mitte des Kreises IV. Außer den drei Mittelpunkten stehen mit dem „Visierstein“ von III mindestens vier Steine auf dieser Richtung, die mit der Nordrichtung den genauen Winkel 133° 11′ 29″ bildet. Der Sonnenaufgangspunkt zur Wintersonnenwende ist hier festgelegt und damit der uralte Neujahrstag. Die 28 Tage des Monats zählte man im „Großen Steintanz“. Die 13 Monate (= Mondumläufe) des Jahres wurden an den 13 Steinen des „Kleinen Steintanzes“ vermerkt. Ein zusätzlicher Stein außerhalb der Kreise zählte den 365. Tag des Jahres, also den Neujahrstag (28 Tage × 13 Monate + 1 Neujahrstag = 365 Tage).  Alle 4 Jahre ging die Sonne einen Tag später auf. Am Kreis IV erfolgte eine Korrektur mit 4 Steinen, die um den Kreis angeordnet sind. So wurde jedes 4. Jahr die Wintersonnenwende einen Tag später gefeiert oder die Feier wurde um einen Tag verlängert. Durch die Anordnung der zusätzlichen Steine wurde diese Beobachtung festgehalten und gezählt. Dadurch wurde der viertel Tag ausgeglichen und das Jahr war durch Beobachtung auf 365 1⁄4 Tage pro Jahr festgelegt.
|  |  |
|  |  |